# Дарий (узурпатор в Сузах)
Дарий — возможно, узурпатор в Сузах до 129 года до н. э.
О Дарии известно из уникальной монеты, отчеканенной в Сузах, на реверсе которой рядом с сидящим на омфале Аполлоном имеется надпись: ΒΑΣΙΛΕΩΣ ΔΑΡΕΙΟΥ ΣΩΤΗΡΟΥ ΝΑΝΑΙΕΝΩ. Возможно, Дарий был местным узурпатором — до завоевания региона парфянскими Аршакидами. Слова «покровитель, почитатель Нанайи» указывают на связь со знаменитым сузским святилищем.